# Kartlijsko-kachetské království
Kartlijsko-kachetské království (gruzínsky ქართლ-კახეთის სამეფო; latinizovaně kartl-k'akhetis samepo) byla monarchie na území dnešní Gruzie (a částečně též Arménie, Ázerbájdžánu a Ruska), jež existovala v letech 1762–1801. Jejím zakladatelem byl kachetský král Erekle II., kterému se podařilo své Kachetské království spojit s Kartlijským královstvím a po letech rozdrobení gruzínského území tak navázat na mocné středověké Gruzínské království.

## Dějiny

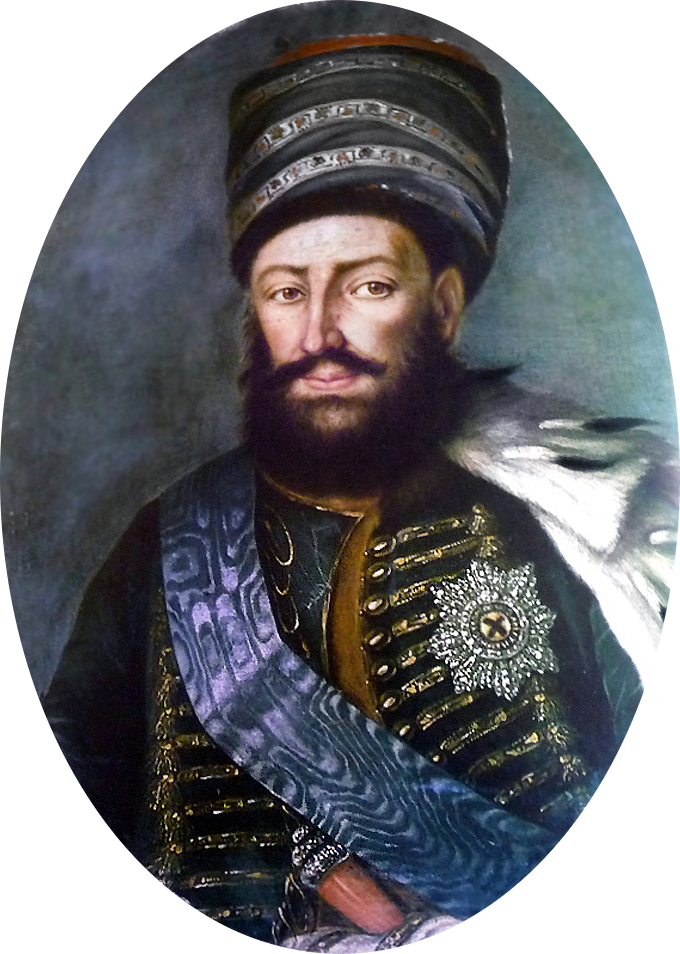
Erekle II.

Obě východní gruzínská království byla dlouhodobě pod íránským vlivem, který se pokoušeli narušit Osmané. V roce 1744 udělil íránský Nádir Šáh Teimurazovi II. a jeho synovi Ereklovi II. královský majestát za jejich loajální odboj proti Osmanům. Teimurazovi dal královsku korunu v Kartlijském království, Ereklovi v Kachetském. Oba panovníci byli korunováni v souladu s křesťanskou tradicí v roce 1745. Využili pak nepokojů v Íránu, které následovaly po zavraždění Nádira Šáha v roce 1747, a etablovali se jako prakticky nezávislí vládci. Když Teimuraz 8. ledna 1762 zemřel, převzal po něm Erekle i kartlijský trůn, a založil tak po několika staletích velký gruzínský stát.
Ačkoli se Erekle de iure podřídil nové íránské dynastii Zandů, království zůstalo de facto autonomní po další tři desetiletí. V roce 1783 Erekle podepsal Georgijevskou smlouvu s Ruskou říší, kterou učinil z království ruský protektorát. Chtěl tak získat definitivní záruku ochrany před íránskými pokusy o dobytí východní Gruzie.
V 90. letech 18. století založil Agá Muhammad Chán novou perskou vládnoucí dynastii, mnohem agresivnější než předchozí: Kádžárovce. Ti se rozhodli znovu dobýt Kavkaz a nastolit zde svou suverenitu. Poté, co Erekle II. odmítl vypovědět smlouvu s Ruskem a dobrovolně znovu přijmout íránskou suverenitu výměnou za mír, Agá Mohammad Chán Kartlijsko-kachetské království napadl. Dobyl a vyplenil Tbilisi a fakticky dostal zemi zpět pod íránskou kontrolu. To však nemělo dlouhého trvání, protože byl o dva roky později zavražděn. Rok na to (1798) zemřel i Erekle II.

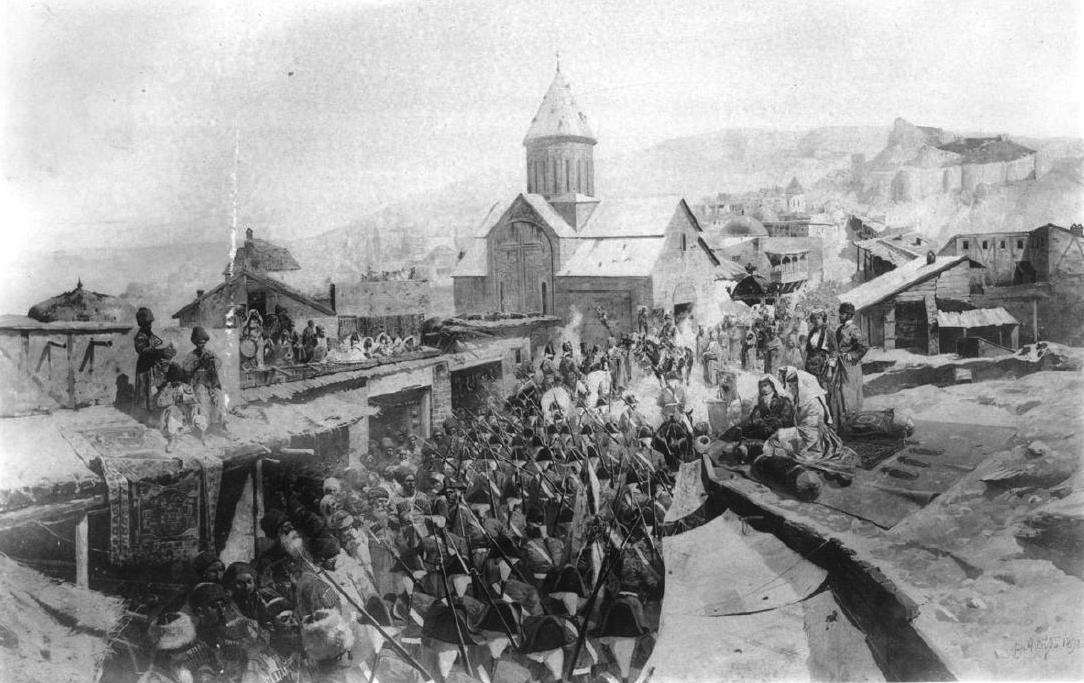
Vstup ruských vojáků do Tbilisi roku 1799

Nastalo období zmatku, jehož využili Rusové. Nechali na trůn dosadit Ereklova syna Giorgie XII., ačkoli Ereklův nástupnický řád žádal nástupnictví jeho bratra. Giorgi nejistý si svou pozicí a ohrožený příbuznými, tajně vyzval ruského cara Pavla I. k invazi, pod podmínkou, že ho ponechá na trůně. Ve chvíli, kdy Rusové zemi vojensky kontrolovali, však car nesplnil tajnou dohodu a roku 1800 Kartlijsko-kachetské království připojil ke svému impériu. Giorgi záhy zemřel a krátce poté byl zavražděn i Pavel I. Vznikla tak možnost, že nový car Alexandr I. by mohl splnit slovo dané bagrationskému panovníkovi svým předchůdcem. Snad o tom i vážně uvažoval, ale nenašel dle všeho mezi žijícími Bagrationy vhodného poddajného kandidáta. 12. září 1801 tak potvrdil anexi království, čímž se jeho historie definitivně uzavřela. Po rusko-perské válce v letech 1804-1813 Írán oficiálně uznal Gulistánskou smlouvou ruský nárok na toto území.
Tento vývoj byl naprosto zásadním mezníkem v dějinách Gruzie, ruský vliv měl její osud formovat příští dvě století.